# Werner Schreiner (Fußballspieler, 1960)
Werner Schreiner (* 6. August 1960; † 26. April 2018) war ein deutscher Fußballspieler, welcher zumeist auf der Position des Verteidigers eingesetzt wurde.

## Karriere
Aus der Jugend des TSV Göggingen kommend, spielte er ab der Zweitligasaison 1980/81 für den FC Augsburg. Auch den Wechsel in die nun nur noch eingleisige 2. Bundesliga zur Folgesaison machte er mit. Seinen letzten Auftritt für den Verein aus der Stadt der Fugger im Unterhaus, hatte er schließlich am 38. Spieltag der Saison 1982/83, bei einem 3:0-Sieg über die SpVgg Fürth. Am Ende der Spielzeit mussten beide Vereine schließlich absteigen, Schreiner hatte bis dahin 53 Zweitligaspiele bestritten. Für die Saison 1984/85 kehrte er schließlich nochmal in die 2. Liga zurück und spielte für Blau-Weiß Berlin.
Ab März 1988 war er nach dem Ende seiner Profilaufbahn kurzzeitig noch Spielertrainer bei der TSG Stadtbergen. Danach war er häufig für die Traditionsmannschaft des FC Augsburg aktiv. Er verstarb am 26. April 2018 nach einer schweren Krankheit im Alter von nur 57 Jahren.